# Uku Suviste

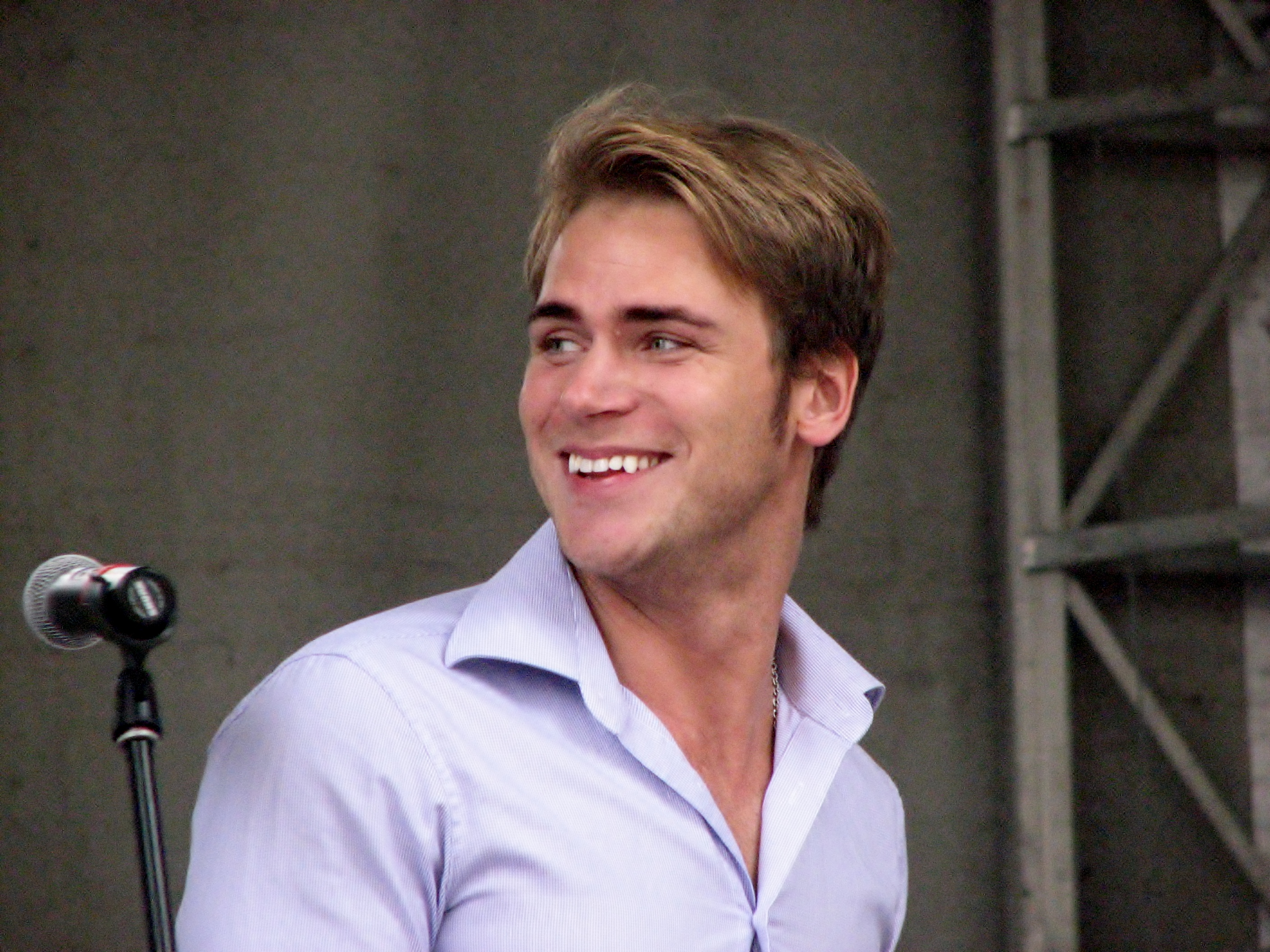
Uku Suviste (2013)

Uku Suviste (* 6. Juni 1982 in Võru) ist ein estnischer Sänger, Singer-Songwriter, Musikproduzent und Pianist.

## Leben und Karriere
Uku Suviste wurde am 6. Juni 1982 in Võru geboren und begann bereits in jungen Jahren selbst Musik zu machen. Er war Teil des Tallinn Boys Choir und schloss 1997 die schulische Ausbildung an der Tallinn Music School mit Fokus auf das Klavier ab. 2005 schloss er das Studium zum IT-Administrator ab. Gleichzeitig fing er an, an der Georg Ots School of Music in Tallinn Pop-Jazz-Gesang zu studieren. 2006 ging er ebenfalls an das Berklee College of Music in Boston, welches er mit exzellenten Ergebnissen abschloss.
Neben Wettbewerben wie dem russischen New Wave Festival hat Uku auch an der russischen Version von The Voice teilgenommen, wo er im Team der ehemaligen ESC-Teilnehmerin Ani Lorak im Halbfinale ausschied. 2017 nahm Suviste erstmals am Eesti Laul teil, schied mit dem Song Supernatural aber bereits im Halbfinale aus. 2019 nahm er erneut teil und erreichte mit Pretty Little Liar den zweiten Platz im Finale. 2020 nahm er dann zum dritten Mal teil, dieses Mal mit dem Lied What Love Is. Mit dem Lied konnte Suviste am Ende den Sieg einfahren und sollte Estland beim Eurovision Song Contest 2020 in Rotterdam (Niederlande) vertreten. Der Wettbewerb musste aber am 18. März 2020 aufgrund der COVID-19-Pandemie abgesagt werden. 2021 konnte er sich erneut beim estnischen Vorentscheid Eesti Laul durchsetzen, und durfte somit mit dem Song The Lucky One beim Eurovision Song Contest 2021 in Rotterdam antreten. Beim Wettbewerb schied er jedoch im zweiten Halbfinale am 20. Mai 2021 aus.

## Diskografie

### Singles
- 2005: Itʼs Christmas Time
- 2008: See on nii hea
- 2009: Love of My Life (feat. Grace Taylor)
- 2009: Sind otsides
- 2009: Saatanlik naine
- 2010: Show Me the Love
- 2010: Isju Tebja
- 2011: Jagatud öö
- 2011: Midagi head (feat. Violina)
- 2012: Võitmatu
- 2014: I Wanna be the One (mit Kéa)
- 2016: Supernatural
- 2019: Pretty Little Liar
- 2020: What Love Is
- 2021: The Lucky One